# Château de La Ferté-Beauharnais
Pour les articles homonymes, voir Château de la Ferté et La Ferté (homonymie).
Le château de La Ferté-Beauharnais est situé sur la commune de La Ferté-Beauharnais, dans le département de Loir-et-Cher.
Il est situé près des plus grands châteaux de la Loire : Chambord, Cheverny, Blois.

## Historique
Dans un parc à l'anglaise de 15 hectares situé au cœur de la Sologne, le château de Beauharnais fut propriété des Beauharnais, de l'impératrice Joséphine, du prince Eugène vice-roi d’Italie, ou encore d'Hortense reine de Hollande (mère de Napoléon III).